# Dysgonia ochrata
Dysgonia ochrata là một loài bướm đêm trong họ Erebidae.